# Gabriela Mistral
Gabriela Mistral, pseudònim de Lucila de María del Perpetuo Socorro Godoy Alcayaga (Vicuña, Xile, 7 d'abril del 1889-Nova York, EUA, 10 de gener del 1957), fou una professora, pedagoga i poeta xilena guardonada amb el Premi Nobel de Literatura l'any 1945.

## Biografia
Va néixer el 7 d'abril del 1889 a la ciutat de Vicuña, població situada a la regió de Coquimbo. Després de cursar estudis elementals, fou expulsada de l'escola i qualificada de "lladre" i "alentida". El 1904, és nomenada professora ajudanta de l'Escola de La Compañía i inicià les seves col·laboracions en el diari El Coquimbo de La Serena i La Voz de Elqui de la seva població natal. L'any 1908, fou nomenada mestra de la localitat de La Cantera i posteriorment de Los Cerrillos, i esdevingué més tard directora de l'escola. El 1910, validà els seus estudis en l'Escola Normal Núm. 1 de Santiago de Xile, i obtingué el títol oficial de professora de primària, atorgat per l'Institut Pedagògic de la Universitat de Xile. Fins al 1922, va viure a Xile, on va continuar amb la docència a Antofagasta o Punta Arenas, on va dirigir el seu primer liceu. Així mateix, fou directora de les escoles de les ciutats de Temuco el 1920 i Santiago el 1921.

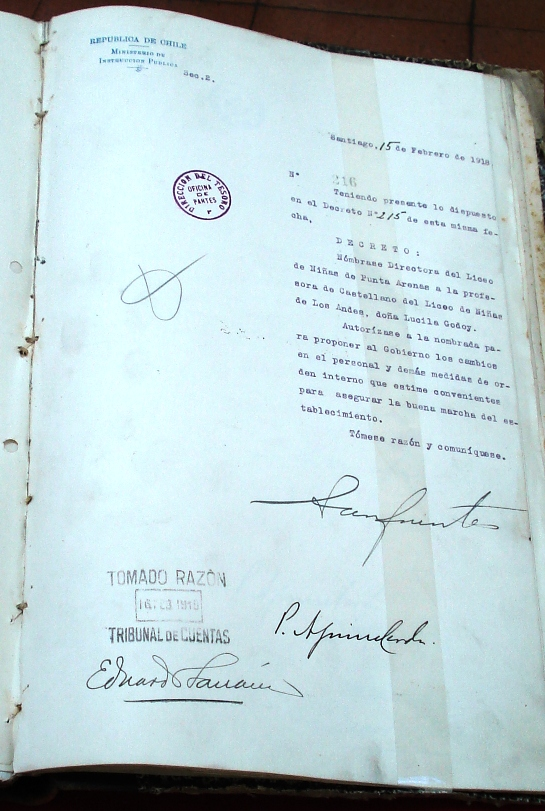
Decret del ministre d'Educació que designa Gabriela Mistral (Lucila Godoy) rectora del Liceu de Nenes de Punta Arenas

Durant la seva estada a la regió de l'Araucanía, va conèixer el jove anomenat Neftalí Reyes, que posteriorment seria conegut mundialment amb el nom de Pablo Neruda. Va sortir de Xile convidada pel govern de Mèxic l'any 1922, i dedicà la seva vida posteriorment a viatjar entre Amèrica i Europa. Des del 1932, Mistral serví al seu país com a consolessa, i desenvolupà la seva feina a Nàpols, Madrid, Petrópolis, Niça, Lisboa, Los Angeles, Veracruz, Ciutat de Mèxic, Rapallo, Nàpols i Nova York.
A partir de la dècada del 1950, a causa de la seva delicada salut, Mistral va preferir allunyar-se del món i establí la seva residència a Nova York. L'autora xilena morí en aquesta ciutat el 10 de gener del 1957, a l'edat de 67 anys, víctima d'un càncer.

## Obra literària
Enamorada de Luis de Aragodita, aquest se suïcidà, cosa que provocà que la mort i l'amor es convertissin en uns dels temes principals de la seva obra. Mistral reflecteix els seus sentiments en la poesia, especialment quan parla de l'abandó del seu pare i del suïcidi del seu amant.
El 12 de desembre del 1914, va ser guardonada amb el primer premi del concurs de literatura dels Jocs Florals de Xile organitzats per la Federació d'estudiants de la Universitat de Xile, per la seva obra Sonetos de la muerte. A partir d'aquell moment, va utilitzar el pseudònim literari de Gabriela Mistral en gairebé tots els seus escrits, en honor de dos dels seus poetes favorits, l'italià Gabriele D'Annunzio i l'occità Frédéric Mistral.
El 10 de desembre del 1945 va rebre el Premi Nobel de Literatura de mans del rei Gustau V de Suècia pel seu lirisme poètic que, inspirat per emocions de gran abast, ha fet del seu nom un símbol de les aspiracions idealistes del món llatinoamericà sencer, i esdevingué la primera persona llatinoamericana guardonada amb el Premi Nobel en aquest camp. Posteriorment, l'any 1951, va ser premiada amb el Premi Nacional de Literatura de Xile.

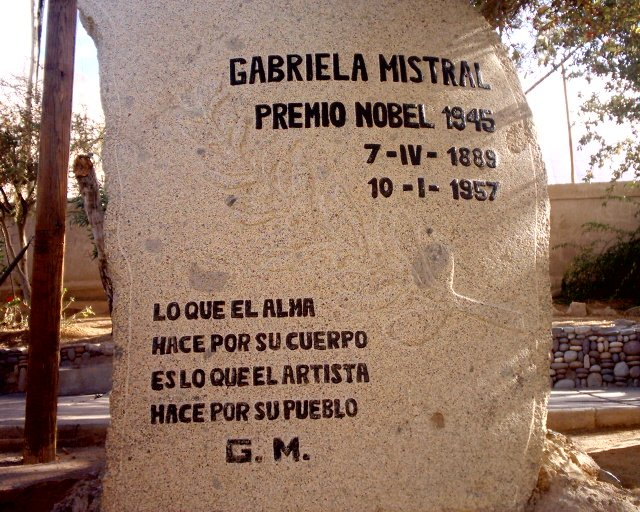
Record a Gabriela Mistral a Monte Grande, Xile

## Obra poètica
- 1914: Sonetos de la muerte
- 1922: Desolación
- 1923: Lecturas para mujeres
- 1924: Ternura,
- 1934: Nubes blancas y breve descripción de Chile
- 1938: Tala
- 1941: Antología
- 1954: Lagar
- 1957: Recados contando a Chile
- 1967: Poema de Chile, edició pòstuma